# Riekoperla cornuta
Riekoperla cornuta är en bäcksländeart som beskrevs av Günther Theischinger 1985. Riekoperla cornuta ingår i släktet Riekoperla och familjen Gripopterygidae. Inga underarter finns listade i Catalogue of Life.